# Clayton-le-Woods
Clayton-le-Woods est un village et une paroisse civile du Lancashire, en Angleterre.